# Cody Stamann
Cody James Stamann (Grand Rapids, 9 de novembro de 1989) é um lutador norte-americano de artes marciais mistas, que atualmente compete na divisão peso-galo do Ultimate Fighting Championship (UFC).

## Antecedentes
Stamann nasceu em Grand Rapids, Michigan, e frequentou a Universidade Estadual de Grand Valley. Ele começou a treinar esportes de combate quando era jovem, iniciando na luta livre, e começou a treinar boxe aos 16 anos. Começou a lutar MMA em Michigan. Ele foi encorajado por sua mãe a fazer a transição para treinar MMA, como forma de mantê-lo afastado de confusões.

## Carreira no MMA

### Começo da carreira
Stamann acumulou um cartel de 14-1, lutando principalmente na Região Centro-Oeste dos Estados Unidos, no Knockout Promotions, Michiana Fight League, Triple X Cagefighting e Hoosier Fight Club, antes de se juntar ao UFC.

### Ultimate Fighting Championship
Em sua estreia no UFC, Stamann enfrentou Terrion Ware, em 8 de julho de 2017, no UFC 213, em Las Vegas. Ele ganhou a luta por decisão unânime.
Stamann enfrentou Tom Duquesnoy, no UFC 216, em 7 de outubro de 2017. Ele ganhou a luta por decisão dividida. Depois de assistir a luta, Stamann comentou que Daniel Cormier e Joe Rogan estavam tendenciosos em seus comentários durante a luta, mencionando que Duquesnoy havia vencido os dois primeiros rounds, mesmo que Stamann tenha sentido que estava vencendo Duquesnoy.
Stamann enfrentou Bryan Caraway, em 4 de março de 2018, no UFC 222. Ele ganhou a luta por decisão dividida.

## Vida pessoal
Stamann tem dois nicknames. Seu apelido "Spartan" foi inventado após o nome de sua cidade natal, e "Mr. Wonderful" foi dado por seu treinador.
Stamann trabalhou em meio expediente em um negócio de sua família, antes de sua primeira vitória no UFC.
Stamann gosta de pescar.

## Cartel no MMA
| Cartel no MMA   |             |            |
| 25 lutas        | 19 vitórias | 5 derrotas |
| Por nocaute     | 6           | 0          |
| Por finalização | 2           | 2          |
| Por decisão     | 11          | 3          |
| Empates         | 1           | 1          |

| Res.    | Cartel | Oponente                 | Método                        | Evento                               | Data       | Round | Tempo | Local                        | Notas                                    |
| ------- | ------ | ------------------------ | ----------------------------- | ------------------------------------ | ---------- | ----- | ----- | ---------------------------- | ---------------------------------------- |
| Derrota | 21-6-1 | Douglas Silva de Andrade | Decisão (unânime)             | UFC on ABC: Rozenstruik vs. Almeida  | 13/05/2023 | 3     | 5:00  | Charlotte, Carolina do Norte | Luta em Peso Casado.                     |
| Vitória | 21-5-1 | Luan Lacerda             | Decisão (unânime)             | UFC 283: Teixeira vs. Hill           | 21/01/2023 | 3     | 5:00  | Rio de Janeiro               |                                          |
| Vitória | 20-5-1 | Eddie Wineland           | Nocaute Técnico (socos)       | UFC on ESPN: Kattar vs. Emmett       | 18/06/2022 | 1     | 0:59  | Austin, Texas                | Performance da Noite.                    |
| Derrota | 19-5-1 | Said Nurmagomedov        | Finalização (guilhotina)      | UFC 270: Ngannou vs. Gane            | 22/01/2022 | 1     | 0:47  | Anaheim, Califórnia          |                                          |
| Derrota | 19-4-1 | Merab Dvalishvili        | Decisão (unânime)             | UFC on ESPN: Reyes vs. Procházka     | 01/05/2021 | 3     | 5:00  | Las Vegas, Nevada            |                                          |
| Derrota | 19-3-1 | Jimmie Rivera            | Decisão (unânime)             | UFC on ESPN: Kattar vs. Ige          | 15/07/2020 | 3     | 5:00  | Abu Dhabi                    |                                          |
| Vitória | 19-2-1 | Brian Kelleher           | Decisão (unânime)             | UFC 250: Nunes vs. Spencer           | 06/06/2020 | 3     | 5:00  | Las Vegas, Nevada            | Luta nos Penas.                          |
| Empate  | 18-2-1 | Song Yadong              | Empate (majoritário)          | UFC on ESPN: Overeem vs. Rozenstruik | 07/12/2019 | 3     | 5:00  | Washington, D.C              |                                          |
| Vitória | 18-2   | Alejandro Pérez          | Decisão (unânime)             | UFC 235: Jones vs. Smith             | 02/03/2019 | 3     | 5:00  | Las Vegas, Nevada            |                                          |
| Derrota | 17-2   | Aljamain Sterling        | Finalização (chave de joelho) | UFC 228: Woodley vs. Till            | 08/09/2018 | 2     | 3:42  | Dallas, Texas                |                                          |
| Vitória | 17-1   | Bryan Caraway            | Decisão (dividida)            | UFC 222: Cyborg. vs Kunitskaya       | 03/03/2018 | 3     | 5:00  | Las Vegas, Nevada            |                                          |
| Vitória | 16-1   | Tom Duquesnoy            | Decisão (dividida)            | UFC 216: Ferguson vs. Lee            | 07/10/2017 | 3     | 5:00  | Las Vegas, Nevada            | Voltou ao Peso Galo.                     |
| Vitória | 15-1   | Terrion Ware             | Decisão (unânime)             | UFC 213: Romero vs. Whittaker        | 08/07/2017 | 3     | 5:00  | Las Vegas, Nevada            | Estreia no UFC.                          |
| Vitória | 14-1   | Zac Church               | Nocaute Técnico (socos)       | Knockout Promotions 55               | 29/04/2017 | 2     | 2:38  | Grand Rapids, Michigan       |                                          |
| Vitória | 13-1   | Bill Kamery              | Nocaute Técnico (socos)       | Knockout Promotions 54               | 17/03/2017 | 1     | 4:59  | Grand Rapids, Michigan       | Voltou ao Peso Galo.                     |
| Vitória | 12-1   | Stephen Cervantes        | Decisão (majoritária)         | Knockout Promotions 51               | 05/11/2016 | 3     | 5:00  | Grand Rapids, Michigan       |                                          |
| Vitória | 11-1   | Erik Vo                  | Finalização (kimura)          | Knockout Promotions 50               | 27/08/2016 | 3     | 1:22  | Grand Rapids, Michigan       | Voltou ao Peso Pena.                     |
| Vitória | 10-1   | Farkhad Sharipov         | Decisão (unânime)             | Knockout Promotions 48               | 26/03/2016 | 3     | 5:00  | Grand Rapids, Michigan       |                                          |
| Vitória | 9-1    | Chris Dunn               | Decisão (unânime)             | Michiana Fight League 39             | 24/10/2015 | 5     | 5:00  | South Bend, Indiana          | Ganhou o Cinturão Peso Galo do MFL.      |
| Vitória | 8-1    | Giovanni Moljo           | Decisão (unânime)             | Total Warrior Combat 26              | 22/11/2014 | 3     | 5:00  | Lansing, Michigan            |                                          |
| Derrota | 7-1    | Lawrence DiGiulio        | Decisão (dividida)            | WXC 52                               | 15/08/2014 | 3     | 5:00  | Southgate, Michigan          |                                          |
| Vitória | 7-0    | Ruben Baraiac            | Nocaute Técnico (socos)       | Triple X Cagefighting: Legends 4     | 21/06/2014 | 3     | 2:40  | Mt. Clemens, Michigan        | Defendeu o Cinturão Peso Pena do TXC.    |
| Vitória | 6-0    | Jeremy Czarnecki         | Decisão (unânime)             | Triple X Cagefighting: Legends 3     | 22/02/2014 | 5     | 5:00  | Mt. Clemens, Michigan        | Ganhou o Cinturão Peso Pena Vago do TXC. |
| Vitória | 5-0    | Adam Alvarez             | Nocaute Técnico (socos)       | Triple X Cagefighting: Legends 2     | 19/10/2013 | 1     | 1:40  | Mt. Clemens, Michigan        | Estreia no peso-galo.                    |
| Vitória | 4-0    | Terry House Jr.          | Decisão (unânime)             | Hoosier Fight Club 16                | 01/06/2013 | 3     | 5:00  | Valparaiso, Indiana          | Peso-casado (140 lbs).                   |
| Vitória | 3-0    | Benjamin Alexandercu     | Nocaute (soco)                | Local Kombat: New Begininngs         | 22/02/2013 | 2     | 3:48  | Craiova                      |                                          |
| Vitória | 2-0    | Chris Bourdon            | Finalização (guilhotina)      | Impact Fight League 51               | 17/11/2012 | 1     | 0:08  | Auburn Hills, Michigan       |                                          |
| Vitória | 1-0    | Chad Coon                | Nocaute Técnico (socos)       | Impact Fight League 39               | 19/11/2011 | 1     | 3:49  | Auburn Hills, Michigan       |                                          |